# Liste der Gespenstschrecken
Die Liste der Gespenstschrecken beinhaltet alle von der Phasmid Study Group (kurz: PSG) mit einer Nummer versehenen Gespenstschrecken-Arten. Diese sogenannten PSG-Nummern werden für die in Zucht befindlichen Arten als fortlaufende Nummern vergeben, wenn entsprechende Belegexemplare der PSG-Sammlung am Natural History Museum in London vorgelegt werden. Zum Inhalt der von der Phasmid Study Group veröffentlichten PSG-Liste gehören neben der systematischen Einordnung, der Herkunft und morphologischen Merkmalen, wie Größe der Tiere und Vorhandensein von Flügeln, auch die Haltungsbedingungen wie Klima und Ersatzfutterpflanzen sowie weiterführende Veröffentlichungen seitens der PSG zu den jeweiligen Arten. Weiterhin besteht das Ziel der Nummerierung darin, die bereits in Zucht befindlichen Arten auch im Falle einer Fehlbestimmung oder Neubeschreibung eindeutig identifizieren zu können. So verwenden viele Züchter von Gespenstschrecken, zusätzlich zu den wissenschaftlichen Artnamen die jeweilige PSG-Nummer bei der Benennung und insbesondere bei der Weitergabe ihrer Tiere.
In der folgenden Liste sind die bisher (Stand Juli 2025) geführten Arten zu finden. Die wissenschaftlichen Artnamen folgen, wenn nicht anders angegeben, der Benennung von Oskar V. Conle und Frank H. Hennemann beziehungsweise dem Phasmida Species File Online. In den Fällen, in denen die Artnamen von denen in der aktuell veröffentlichten PSG-Liste abweichen, ist dies entsprechend vermerkt. Sind alle bisher gehaltene Zuchtstämme einer Art rein parthenogenetisch wird dies unter Fortpflanzungsart vermerkt. Sind dagegen von einer Art sowohl parthenogenetische als auch sexuelle Stämme eingeführt worden, ist dies ebenfalls vermerkt. Die verwendeten deutschen Namen wurden verschiedenen Quellen entlehnt.

| Art | PSG-Nr. | Erstimport           | Kulturstatus            | Fortpflanzungsart                                        | Abbildung |
| --- | ------- | -------------------- | ----------------------- | -------------------------------------------------------- | --------- |
| Indische Stabschrecke (Carausius morosus)                                                                                       | 1       | 1898–1911            | in Zucht                | parthenogenetisch mit gelegentlich auftretenden Männchen |           |
| Pseudodiacantha macklottii | 2       | 1946                 | in Zucht                | sexuell                                                  |           |
| Mittelmeerstabschrecke (Bacillus rossius rossius)                                                                               | 3       | in den 1970ern       | in Zucht                | parthenogenetisch und sexuell                            |           |
| Rosa Geflügelte Stabschrecke (Sipyloidea chlorotica) in der PSG Liste als Sipyloidea sipylus geführt                            | 4       | nicht bekannt        | in Zucht                | parthenogenetisch und sexuell                            |           |
| Annam-Stabschrecke (Medauroidea extradentata)                                                                                   | 5       | in den 1950ern       | in Zucht                | parthenogenetisch und sexuell                            |           |
| Acanthoxyla prasina | 6       | in den 1970ern       | in Zucht                | parthenogenetisch                                        |           |
| Clitarchus hookeri | 7       | in den 1970ern       | verschollen             | parthenogenetisch und sexuell                            |           |
| Bactrododema tiaratum | 8       | Ende der 1960er      | verschollen             | sexuell                                                  |           |
| Australische Gespenstschrecke (Extatosoma tiaratum tiaratum)                                                                    | 9       | in den 1960ern       | in Zucht                | parthenogenetisch und sexuell                            |           |
| Pulchriphyllium pulchrifolium                                                                                                   | 10      | in den 1970ern       | in Zucht                | sexuell                                                  |           |
| Cladomorphus phyllinus | 11      | 1967                 | verschollen             | sexuell                                                  |           |
| Anisomorpha buprestoides | 12      | in den 1970ern       | in Zucht                | sexuell                                                  |           |
| Acrophylla wuelfingi | 13      | in den 1970ern       | in Zucht                | sexuell                                                  |           |
| Australische Riesenstabschrecke (Eurycnema goliath)                                                                             | 14      | in den 1970ern       | in Zucht                | sexuell                                                  |           |
| Anchiale briareus | 15      | in den 1970ern       | in Zucht                | sexuell                                                  |           |
| Carausius sechellensis | 16      | 1983                 | verschollen             | sexuell                                                  |           |
| Caribbiopheromera jamaicana | 17      | 1970                 | verschollen             | sexuell                                                  |           |
| Malaiische Riesengespenstschrecke (Heteropteryx dilatata)                                                                       | 18      | in den 1980ern       | in Zucht                | sexuell                                                  |           |
| Lonchodes brevipes | 19      | 1974                 | in Zucht                | sexuell                                                  |           |
| Anchiale maculata | 20      | 1977                 | verschollen             | sexuell                                                  |           |
| Extatosoma popa | 21      | 1997                 | verschollen             | sexuell                                                  |           |
| Ramulus thaii | 22      | 1997                 | in Zucht                | sexuell                                                  |           |
| Dorngespenstschrecke (Eurycantha calcarata)                                                                                     | 23      | 1977                 | in Zucht                | sexuell                                                  |           |
| identisch mit PSG 5 Annam-Stabschrecke (Medauroidea extradentata)                                                               | 24      |                      |                         |                                                          |           |
| Malaiische Riesenstabschrecke (Phobaeticus serratipes)                                                                          | 25      | 1980                 | in Zucht                | sexuell                                                  |           |
| Haaniella echinata | 26      | 1979                 | in Zucht                | sexuell                                                  |           |
| Lonchodes chani | 27      | 1979                 | in Zucht                | sexuell                                                  |           |
| Eurycnema versirubra | 28      | in den 1960ern       | in Zucht                | parthenogenetisch                                        |           |
| Hermagoras imitator | 29      | 1979                 | verschollen             | sexuell                                                  |           |
| Pharnacia sumatrana | 30      | in den 1980ern       | verschollen             | sexuell                                                  |           |
| Creoxylus spinosus | 31      | 1980                 | unsicher                | sexuell                                                  |           |
| Tinidad-Stabschrecke (Ocnophiloidea regularis)                                                                                  | 32      | 1980                 | in Zucht                | sexuell                                                  |           |
| identisch mit PSG 6 Acanthoxyla prasina                                                                                         | 33      | in den 1960ern       | verschollen             | parthenogenetisch                                        |           |
| Tectarchus huttoni | 34      | nicht bekannt        | verschollen             | parthenogenetisch                                        |           |
| Diapheromera femorata | 35      | 1978                 | in Zucht                | sexuell                                                  |           |
| Hermagoras hosei | 36      | 1979                 | verschollen             | sexuell                                                  |           |
| Lopaphus perakensis | 37      | 1980                 | vermutlich verschollen  | sexuell                                                  |           |
| Dares validispinus | 38      | 1979                 | in Zucht                | sexuell                                                  |           |
| Lonchodes jejunus | 39      | 1980                 | eventuell noch in Zucht | sexuell                                                  |           |
| Lopaphus nanoalatus in der PSG-Liste als Lopaphus nanoalatus "Microwings" bezeichnet                                            | 40      | 1980                 | verschollen             | sexuell                                                  |           |
| Clonaria sp. 'Grass-Sp.' | 41      | 1981                 | verschollen             | sexuell                                                  |           |
| Clonaria sp. 'Madras Thorn' | 42      | 1981                 | verschollen             | sexuell                                                  |           |
| Graeffea sp. | 43      | 1981                 | verschollen             | sexuell                                                  |           |
| Dorngespenstschrecke (Eurycantha calcarata var.)                                                                                | 44      | Anfang der 1980er    | in Zucht                | sexuell                                                  |           |
| Gallische Mittelmeerstabschrecke (Clonopsis gallica)                                                                            | 45      | 1984                 | etl. noch in Zucht      | sexuell                                                  |           |
| Marmessoidea rosea | 46      | Anfang der 1980er    | verschollen             | sexuell                                                  |           |
| Phanocles costaricensis | 47      | 1989                 | verschollen             | sexuell                                                  |           |
| Haplopus bicuspidatus | 48      | 1981                 | verschollen             | sexuell                                                  |           |
| Xylica sp. 'Amani Devils" in der PSG-Liste als Xylica sp.? bezeichnet                                                           | 49      | 1982                 | verschollen             | sexuell                                                  |           |
| Pseudophasma sp. | 50      | 1992                 | verschollen             | sexuell                                                  |           |
| Libethra sp. 'Tingo Maria' in der PSG-Liste als Libethra sp. 0 bezeichnet                                                       | 51      | 1992                 | verschollen             | sexuell                                                  |           |
| Alienobostra brocki | 52      | Anfang der 1980er    | in Zucht                | sexuell                                                  |           |
| Phasmotaenia inermis in der PSG-Liste als Phasmotaenia inermis inermis bezeichnet                                               | 53      | nicht bekannt        | verschollen             | sexuell                                                  |           |
| Xylica sp. 'Kilimanjaro Devils" in der PSG-Liste als Xylica sp. 0 bezeichnet                                                    | 54      | 1982                 | verschollen             | sexuell                                                  |           |
| Nadelstabschrecke (Ramulus nematodes)                                                                                           | 55      | 1982                 | in Zucht                | sexuell                                                  |           |
| identisch mit PSG 3 Mittelmeerstabschrecke (Bacillus rossius)                                                                   | 56      |                      |                         |                                                          |           |
| Hermarchus insignis | 57      | Mitte der 1980er     | verschollen             | parthenogenetisch                                        |           |
| Tirachoidea cantori | 58      | Mitte der 1980er     | verschollen             | sexuell                                                  |           |
| Phyllium bioculatum var. agathyrsus in der PSG-Liste als Phyllium bioculatum bezeichnet                                         | 59      | Ende der 1970er      | unsicher                | sexuell                                                  |           |
| Pulchriphyllium bioculatum in der PSG-Liste als Phyllium (Pulchriphyllium) bioculatum bezeichnet                                | 60      | Anfang der 1980er    | verschollen             | sexuell                                                  |           |
| Haplopus micropterus | 61      | Anfang der 1980er    | in Zucht                | parthenogenetisch und sexuell                            |           |
| unbestimmte Art | 62      | Anfang der 1980er    | verschollen             | sexuell                                                  |           |
| unbestimmte Art | 63      | Anfang der 1980er    | verschollen             | sexuell                                                  |           |
| identisch mit PSG 37 Lopaphus perakensis                                                                                        | 64      |                      |                         |                                                          |           |
| Sipyloidea sp. | 65      | nicht bekannt        | verschollen             | parthenogenetisch                                        |           |
| Lonchodes sanguineoligatus | 66      | 1983                 | verschollen             | sexuell                                                  |           |
| Lonchodes everetti | 67      | 1984                 | unsicher                | sexuell                                                  |           |
| Lonchodes sp. | 68      | 1984                 | verschollen             | sexuell                                                  |           |
| Dares verrucosus | 69      | 1984                 | in Zucht                | sexuell                                                  |           |
| Haaniella scabra | 70      | 1984                 | in Zucht                | sexuell                                                  |           |
| Bacillus atticus cyprius | 71      | 1984                 | verschollen             | parthenogenetisch                                        |           |
| Großes Wandelndes Blatt (Pulchriphyllium giganteum)                                                                             | 72      | Anfang der 1980er    | in Zucht                | parthenogenetisch mit gelegentlich auftretenden Männchen |           |
| Phenacephorus cornucervi | 73      | 1983                 | in Zucht                | sexuell                                                  |           |
| Anchiale sp. | 74      | nicht bekannt        | verschollen             | sexuell                                                  |           |
| identisch mit PSG 25 Phobaeticus serratipes                                                                                     | 75      |                      |                         |                                                          |           |
| Phyllium hausleithneri | 76      | Mitte der 1980er     | unsicher                | sexuell                                                  |           |
| Pulchriphyllium bioculatum var. in der PSG-Liste als Phyllium (Pulchriphyllium) bioculatum bezeichnet                           | 77      | Mitte der 1980er     | verschollen             | sexuell                                                  |           |
| identisch mit PSG 30 Pharnacia sumatrana                                                                                        | 78      |                      |                         |                                                          |           |
| Bacteria aetolus | 79      | 1984                 | verschollen             | sexuell                                                  |           |
| Acanthoxyla geisovii | 80      | Anfang der 1980er    | verschollen             | parthenogenetisch                                        |           |
| Acanthoxyla inermis | 81      | Anfang der 1980er    | in Zucht                | parthenogenetisch                                        |           |
| Rhaphiderus spiniger | 82      | 1979                 | in Zucht                | sexuell                                                  |           |
| Rhaphiderus scabrosus | 83      | 1984                 | in Zucht                | sexuell                                                  |           |
| Farn-Stabschrecke (Oreophoetes peruana)                                                                                         | 84      | 1984                 | in Zucht                | sexuell                                                  |           |
| Pseudophasma rufipes | 85      | 1984                 | in Zucht                | parthenogenetisch                                        |           |
| Dyme rarospinosa | 86      | 1984                 | verschollen             | parthenogenetisch und sexuell                            |           |
| Parocnophila latirostrata | 87      | nicht bekannt        | verschollen             | parthenogenetisch und sexuell                            |           |
| Necroscia sp. | 88      | nicht bekannt        | verschollen             | sexuell                                                  |           |
| Rhamphosipyloidea parvipennis                                                                                                   | 89      | 1985                 | in Zucht                | sexuell                                                  |           |
| Rhamphosipyloidea gorkomi | 90      | 1985                 | in Zucht                | sexuell                                                  |           |
| identisch mit PSG 45 Gallische Mittelmeerstabschrecke (Clonopsis gallica)                                                       | 91      |                      |                         |                                                          |           |
| Acanthomenexenus exiguus alienigena                                                                                             | 92      | nicht bekannt        | verschollen             | sexuell                                                  |           |
| Lonchodes sp. | 93      | 1986                 | verschollen             | sexuell                                                  |           |
| Cuniculina insignis | 94      | 1986                 | verschollen             | sexuell                                                  |           |
| Ramulus frustrans | 95      | 1986                 | verschollen             | sexuell                                                  |           |
| Menexenus nudiusculus | 96      | 1986                 | verschollen             | sexuell                                                  |           |
| Diapheromera arizonensis | 97      | nicht bekannt        | verschollen             | sexuell                                                  |           |
| Parabacillus hesperus | 98      | nicht bekannt        | verschollen             | parthenogenetisch                                        |           |
| Borneo-Dornschrecke (Epidares nolimetangere)                                                                                    | 99      | 1988                 | in Zucht                | sexuell                                                  |           |
| Staelonchodes amaurops | 100     | 1987                 | in Zucht                | sexuell                                                  |           |
| Guadeloupe-Stabschrecke (Lamponius guerini)                                                                                     | 101     | 1984                 | in Zucht                | sexuell                                                  |           |
| Clonaria sp. | 102     | nicht bekannt        | verschollen             | sexuell                                                  |           |
| Sipyloidea sp. 'Thailand 8' | 103     | 1988                 | in Zucht                | sexuell                                                  |           |
| Phaenopharos herwaardeni | 104     | 1988                 | verschollen             | sexuell                                                  |           |
| Parapachymorpha spinosa | 105     | 1988                 | in Zucht                | sexuell                                                  |           |
| Oncotophasma martini | 106     | 1989                 | verschollen             | sexuell                                                  |           |
| Bacillus lynceorum | 107     | nicht bekannt        | verschollen             | parthenogenetisch und sexuell                            |           |
| Bacillus whitei | 108     | nicht bekannt        | in Zucht                | parthenogenetisch und sexuell                            |           |
| Lonchodes abbreviatus | 109     | 1989                 | in Zucht                | sexuell                                                  |           |
| Hoploclonia gecko | 110     | 1987                 | in Zucht                | sexuell                                                  |           |
| Eurycantha insularis coriacea in der PSG-Liste als Eurycantha insularis bezeichnet                                              | 111     | 1990                 | in Zucht                | sexuell                                                  |           |
| Haaniella erringtoniae | 112     | Anfang der 1990er    | in Zucht                | sexuell                                                  |           |
| Dyme sp. | 113     | Anfang der 1990er    | in Zucht                | parthenogenetisch                                        |           |
| Ramulus sp. 'Thailand 2' | 114     | 1989                 | verschollen             | sexuell                                                  |           |
| Lopaphus sp. 'Thailand 6' | 115     | 1989                 | verschollen             | sexuell                                                  |           |
| Pseudophasma bispinosum | 116     | Anfang der 1990er    | in Zucht                | sexuell                                                  |           |
| Dares ulula | 117     | 1991                 | in Zucht                | sexuell                                                  |           |
| Kleine Dornschrecke (Aretaon asperrimus) Art identisch mit PSG 329                                                              | 118     | 1992                 | in Zucht                | sexuell                                                  |           |
| identisch mit PSG 39 Lonchodes jejunus                                                                                          | 119     |                      |                         |                                                          |           |
| Carausius cristatus | 120     | 1990                 | in Zucht                | sexuell                                                  |           |
| Lonchodes spinulosus | 121     | 1990                 | verschollen             | sexuell                                                  |           |
| Orange Zweistreifen-Stabschrecke (Anisomorpha paromalus)                                                                        | 122     | 1990                 | in Zucht                | sexuell                                                  |           |
| Spanische Stabschrecke (Pijnackeria hispanica)                                                                                  | 123     | 1993                 | in Zucht                | sexuell                                                  |           |
| Acacus sarawacus | 124     | 1990                 | verschollen             | sexuell                                                  |           |
| Borneo-Riesengespenstschrecke (Haaniella grayii)                                                                                | 125     | 1990                 | in Zucht                | sexuell                                                  |           |
| Haaniella dehaanii | 126     | 1990                 | in Zucht                | sexuell                                                  |           |
| Hermagoras sigillatus | 127     | 1990                 | in Zucht                | sexuell                                                  |           |
| Cryptophyllium westwoodii | 128     | Anfang der 1990er    | in Zucht                | sexuell                                                  |           |
| Lonchodes jejunus | 129     | 1991                 | unsicher                | sexuell                                                  |           |
| Diesbachia hellotis | 130     | 1989                 | verschollen             | parthenogenetisch und sexuell                            |           |
| Leiophasma adustum | 131     | nicht bekannt        | verschollen             | sexuell                                                  |           |
| Leiophasma nigrotuberculatum | 132     | nicht bekannt        | verschollen             | sexuell                                                  |           |
| Parectatosoma hystrix | 133     | 1989                 | verschollen             | sexuell                                                  |           |
| Lopaphus transiens in der PSG-Liste als Paramyronides sp. bezeichnet                                                            | 134     | nicht bekannt        | verschollen             | parthenogenetisch und sexuell                            |           |
| Carausius sp. | 135     | nicht bekannt        | verschollen             | sexuell                                                  |           |
| Carausius sp. | 136     | nicht bekannt        | verschollen             | sexuell                                                  |           |
| Tirachoidea biceps in der PSG-Liste als Pharnacia sp. bezeichnet                                                                | 137     | nicht bekannt        | verschollen             | parthenogenetisch und sexuell                            |           |
| Lonchodes modestus | 138     | Anfang der 1990er    | in Zucht                | sexuell                                                  |           |
| Lonchodiodes sp. in der PSG-Liste als Carausius sp. bezeichnet                                                                  | 139     | nicht bekannt        | verschollen             | sexuell                                                  |           |
| Bostra sp. in der PSG-Liste als Bacteria sp. bezeichnet                                                                         | 140     | nicht bekannt        | verschollen             | sexuell                                                  |           |
| Clonaria sp. | 141     | nicht bekannt        | verschollen             | parthenogenetisch und sexuell                            |           |
| Clonaria sp. | 142     | nicht bekannt        | verschollen             | sexuell                                                  |           |
| Sipyloidea sp. | 143     | nicht bekannt        | verschollen             | sexuell                                                  |           |
| Vietnam-Stabschrecke (Ramulus artemis) in der PSG-Liste als Ramulus sp. (? artemis?) bezeichnet                                 | 144     | 1992                 | in Zucht                | parthenogenetisch                                        |           |
| Paramenexenus laetus | 145     | 1992                 | in Zucht                | sexuell                                                  |           |
| Centrophasma hadrillum | 146     | 1991                 | verschollen             | sexuell                                                  |           |
| Carausius alluaudi | 147     | Anfang der 1990er    | verschollen             | sexuell                                                  |           |
| Paraclonistria sp. 'St. Kitts'                                                                                                  | 148     | 1991                 | unsicher                | sexuell                                                  |           |
| Achrioptera punctipes punctipes                                                                                                 | 149     | Ende der 1980er      | unsicher                | sexuell                                                  |           |
| Dinophasma guttigerum | 150     | 1992                 | verschollen             | sexuell                                                  |           |
| Asceles margaritatus in der PSG-Liste als Asceles margaritatus margaritatus bezeichnet                                          | 151     | 1992                 | unsicher                | sexuell                                                  |           |
| Phanocloidea nodulosa | 152     | 1992                 | in Zucht                | sexuell                                                  |           |
| Ramulus siamensis 'Chiang Mai'                                                                                                  | 153     | Anfang der 1990er    | in Zucht                | sexuell                                                  |           |
| Acrophylla titan | 154     | 1992                 | unsicher                | sexuell                                                  |           |
| Anchiale austrotessulata | 155     | 1993                 | verschollen             | sexuell                                                  |           |
| Bacillus atticus atticus | 156     | nicht bekannt        | verschollen             | parthenogenetisch und sexuell                            |           |
| Ramulus sp. 'PHCP 1/93' in der PSG-Liste als Ramulus sp. bezeichnet                                                             | 157     | 1993                 | in Zucht                | sexuell                                                  |           |
| Ramulus impigrum | 158     | 1993                 | verschollen             | sexuell                                                  |           |
| Ramulus anceps | 159     | 1993                 | verschollen             | sexuell                                                  |           |
| Trachythorax maculicollis | 160     | nicht bekannt        | in Zucht                | sexuell                                                  |           |
| Phenacephorus sepilokensis | 161     | 1992                 | in Zucht                | parthenogenetisch und sexuell                            |           |
| Lonchodes auriculatus | 162     | 1994                 | in Zucht                | sexuell                                                  |           |
| Sipyloidea larryi | 163     | 1994                 | in Zucht                | sexuell                                                  |           |
| Parapachymorpha spiniger | 164     | 1993                 | in Zucht                | parthenogenetisch und sexuell                            |           |
| Hoploclonia abercrombiei | 165     | 1994                 | in Zucht                | sexuell                                                  |           |
| Dinophasma saginatum | 166     | 1994                 | in Zucht                | parthenogenetisch                                        |           |
| Hermarchus pythonius var. in der PSG-Liste als Hermarchus novaebritanniae bezeichnet                                            | 167     | 1994                 | verschollen             | sexuell                                                  |           |
| Clonistria bartholomeae | 168     | 1993                 | in Zucht                | sexuell                                                  |           |
| Trockner-Zweig-Stabschrecke (Mnesilochus capreolus)                                                                             | 169     | 1993                 | in Zucht                | sexuell                                                  |           |
| Phanocloidea muricata | 170     | 1992                 | unsicher                | sexuell                                                  |           |
| Rhynchacris ornata | 171     | 1993                 | in Zucht                | sexuell                                                  |           |
| Bacillus grandii grandii | 172     | nicht bekannt        | verschollen             | sexuell                                                  |           |
| Neohirasea sp. ehem. als Neohirasea maerens bezeichnet                                                                          | 173     | 1993                 | in Zucht                | sexuell                                                  |           |
| Lopaphus sphalerus | 174     | 1993                 | in Zucht                | sexuell                                                  |           |
| Diesbachia tamyris | 175     | 1992                 | in Zucht                | sexuell                                                  |           |
| Staelonchodes geniculatus | 176     | 1994                 | verschollen             | sexuell                                                  |           |
| Haaniella saussurei | 177     | 1994                 | in Zucht                | sexuell                                                  |           |
| Clonistria sp. | 178     | 1993                 | unsicher                | sexuell                                                  |           |
| Clonaria fritzschei | 179     | 1995                 | in Zucht                | sexuell                                                  |           |
| Stheneboea malaya | 180     | 1994                 | verschollen             | sexuell                                                  |           |
| Hermagoras cultratolobatus | 181     | 1991                 | in Zucht                | sexuell                                                  |           |
| Birkenrindenstabschrecke (Oxyartes lamellatus)                                                                                  | 182     | 1994                 | in Zucht                | sexuell                                                  |           |
| Sceptrophasma hispidulum | 183     | nicht bekannt        | in Zucht                | sexuell                                                  |           |
| nicht identifiziert | 184     | nicht bekannt        | verschollen             | sexuell                                                  |           |
| Neohirasea sp. in der PSG-Liste als Neohirasea sp. Cuc Phuong bezeichnet                                                        | 185     | 1995                 | in Zucht                | sexuell                                                  |           |
| Chondrostethus woodfordi | 186     | 1996                 | in Zucht                | sexuell                                                  |           |
| Creoxylus hagani | 187     | 1992                 | verschollen             | sexuell                                                  |           |
| Oxyartes spinipennis | 188     | 1993                 | unsicher                | sexuell                                                  |           |
| Pseudophasma acanthonotus | 189     | nicht bekannt        | in Zucht                | sexuell                                                  |           |
| Phasma reinwardtii | 190     | 1990                 | in Zucht                | sexuell                                                  |           |
| Urucumania borellii | 191     | 1990                 | verschollen             | parthenogenetisch und sexuell                            |           |
| Orestes mouhotii | 192     | 1997                 | in Zucht                | parthenogenetisch und sexuell                            |           |
| Tropidoderus childrenii | 193     | 1996                 | in Zucht                | sexuell                                                  |           |
| Rhamphophasma spinicorne | 194     | 1996                 | in Zucht                | sexuell                                                  |           |
| Sungay-Gespenstschrecke (Sungaya inexpectata)                                                                                   | 195     | 1995                 | in Zucht                | parthenogenetisch                                        |           |
| Baculofractum insigne | 196     | 1992                 | verschollen             | sexuell                                                  |           |
| Tirachoidea siamensis | 197     | Anfang der 1990er    | unsicher                | sexuell                                                  |           |
| Anisomorpha ferruginea | 198     | nicht bekannt        | unsicher                | sexuell                                                  |           |
| Hoploclonia cuspidata | 199     | 1994                 | in Zucht                | sexuell                                                  |           |
| Lonchodes malleti | 200     | 1995                 | in Zucht                | sexuell                                                  |           |
| Rosa Geflügelte Stabschrecke (Sipyloidea chlorotica) in der PSG-Liste als Sipyloidea sp. bezeichnet                             | 201     | 1996                 | in Zucht                | sexuell                                                  |           |
| Medaura jobrensis | 202     | 1996                 | in Zucht                | sexuell                                                  |           |
| Tirachoidea biceps | 203     | Ende der 1990er      | in Zucht                | sexuell                                                  |           |
| Menexenus batesii | 204     | nicht bekannt        | in Zucht                | sexuell                                                  |           |
| Phaenopharos struthioneus | 205     | nicht bekannt        | in Zucht                | sexuell                                                  |           |
| Clonaria sp. | 206     | nicht bekannt        | verschollen             | sexuell                                                  |           |
| Cuniculina sp. 'Bangladesh 1'                                                                                                   | 207     | 1997                 | in Zucht                | sexuell                                                  |           |
| Tirachoidea jianfenglingensis                                                                                                   | 208     | 1996                 | in Zucht                | sexuell                                                  |           |
| Lopaphus brachypterus | 209     | 1994                 | verschollen             | sexuell                                                  |           |
| Myronides magnificus | 210     | 1996                 | in Zucht                | sexuell                                                  |           |
| Cuniculina sp. 'Bangladesh 12'                                                                                                  | 211     | 1997                 | in Zucht                | sexuell                                                  |           |
| Pylaemenes mitratus | 212     | 1999                 | in Zucht                | sexuell                                                  |           |
| Malacomorpha jamaicana | 213     | 1997                 | in Zucht                | sexuell                                                  |           |
| Diapherodes jamaicensis in der PSG-Liste als Haplopus jamaicensis bezeichnet                                                    | 214     | 1997                 | in Zucht                | sexuell                                                  |           |
| Phaenopharos khaoyaiensis | 215     | 1998                 | in Zucht                | parthenogenetisch                                        |           |
| Medaura scabriuscula | 216     | 1996                 | in Zucht                | sexuell                                                  |           |
| Lopaphus trilineatus | 217     | 1996                 | in Zucht                | parthenogenetisch und sexuell                            |           |
| Clonaria luethyi | 218     | nicht bekannt        | in Zucht                | sexuell                                                  |           |
| Ramulus sp. 'Bangladesh 2' in der PSG-Liste als Cuniculina sp. 'Bangladesh 2' bezeichnet                                        | 219     | 1996                 | in Zucht                | sexuell                                                  |           |
| Malacomorpha cyllarus | 220     | 1997                 | in Zucht                | sexuell                                                  |           |
| Sceptrophasma langkawicense | 221     | 1995                 | in Zucht                | sexuell                                                  |           |
| Sipyloidea sp. | 222     | nicht bekannt        | unsicher                | sexuell                                                  |           |
| Rhamphosipyloidea philippa | 223     | nicht bekannt        | in Zucht                | sexuell                                                  |           |
| Zompros Stabschrecke (Parapachymorpha zomproi)                                                                                  | 224     | 1997                 | in Zucht                | sexuell                                                  |           |
| Clonaria conformans | 225     | 1997                 | in Zucht                | sexuell                                                  |           |
| Cuniculina stilpna | 226     | 1997                 | in Zucht                | parthenogenetisch und sexuell                            |           |
| Entoria koshunensis | 227     | nicht bekannt        | in Zucht                | sexuell                                                  |           |
| Entoria formosana | 228     | nicht bekannt        | in Zucht                | sexuell                                                  |           |
| unbestimmte Art 'Khao Yai - round eggs' in der PSG-Liste als Ramulus? sp. 'Khao Yai - round eggs’ bezeichnet                    | 229     | 1997                 | in Zucht                | sexuell                                                  |           |
| Bunte Samar-Stabschrecke (Lonchodiodes samarensis)                                                                              | 230     | 2001                 | in Zucht                | sexuell                                                  |           |
| Abrosoma festinatum | 231     | nicht bekannt        | in Zucht                | sexuell                                                  |           |
| Mithrenes panayensis | 232     | 2001                 | in Zucht                | sexuell                                                  |           |
| Neopromachus doreyanus | 233     | 2001                 | in Zucht                | sexuell                                                  |           |
| Xylica oedematosa | 234     | 2001                 | in Zucht                | sexuell                                                  |           |
| Brasidas samarensis | 235     | 2001                 | in Zucht                | sexuell                                                  |           |
| Dimorphodes catenulatus | 236     | 2003                 | in Zucht                | sexuell                                                  |           |
| Pseudosermyle phalangiphora | 237     | Ende der 1990er      | in Zucht                | sexuell                                                  |           |
| Dinophasma kinabaluense | 238     | 2001                 | in Zucht                | sexuell                                                  |           |
| Olinta sp. | 239     | nicht bekannt        | verschollen             | sexuell                                                  |           |
| Lamponius portoricensis | 240     | 2002                 | in Zucht                | sexuell                                                  |           |
| Carausius spinosus | 241     | 1999                 | in Zucht                | sexuell                                                  |           |
| Neohirasea hongkongensis | 242     | 1996                 | in Zucht                | sexuell                                                  |           |
| Entoria victoria | 243     | 1996                 | in Zucht                | sexuell                                                  |           |
| Cuniculina cunicula | 244     | 2000                 | in Zucht                | sexuell                                                  |           |
| Pylaemenes sepilokensis sepilokensis                                                                                            | 245     | 2001                 | in Zucht                | sexuell                                                  |           |
| Mnesilochus rusticus | 246     | 2001                 | in Zucht                | sexuell                                                  |           |
| Staelonchodes harmani | 247     | 2001                 | in Zucht                | sexuell                                                  |           |
| Orestes guangxiensis | 248     | 1996                 | in Zucht                | parthenogenetisch                                        |           |
| Metriophasma diocles | 249     | 1999                 | in Zucht                | sexuell                                                  |           |
| Bacteria ferula | 250     | 2000                 | in Zucht                | sexuell                                                  |           |
| Ramulus spec. | 251     | 1997                 | in Zucht                | sexuell                                                  |           |
| Lopaphus spec. | 252     | 2002                 | in Zucht                | sexuell                                                  |           |
| Ramulus spec. | 253     | 2002                 | in Zucht                | parthenogenetisch und sexuell                            |           |
| Ramulus magnus | 254     | 1997                 | in Zucht                | sexuell                                                  |           |
| Riesendornschrecke (Trachyaretaon carmelae)                                                                                     | 255     | 2003                 | in Zucht                | sexuell                                                  |           |
| Orxines semperi | 256     | nicht bekannt        | in Zucht                | sexuell                                                  |           |
| Monoiognosis bipunctata | 257     | 2002                 | verschollen             | sexuell                                                  |           |
| Parectatosoma mocquerysi | 258     | 2003                 | in Zucht                | sexuell                                                  |           |
| Pseudophasma unicolor in der PSG-Liste als Pseudophasma menius bezeichnet                                                       | 259     | 2004                 | in Zucht                | sexuell                                                  |           |
| Wandelnde Bohne (Diapherodes gigantea)                                                                                          | 260     | 2002                 | in Zucht                | sexuell                                                  |           |
| Canachus alligator | 261     | 2002                 | in Zucht                | sexuell                                                  |           |
| Stheneboea repudiosa | 262     | 2003                 | in Zucht                | sexuell                                                  |           |
| Bacteria yersiniana | 263     | 2003                 | in Zucht                | sexuell                                                  |           |
| Pseudophasma velutinum | 264     | 2004                 | in Zucht                | sexuell                                                  |           |
| Abrosoma johorensis | 265     | 2003                 | in Zucht                | sexuell                                                  |           |
| Agamemnon cornutus | 266     | 2003                 | in Zucht                | sexuell                                                  |           |
| Asceles sp. | 267     | 2005                 | in Zucht                | sexuell                                                  |           |
| Leiophasma lucubense | 268     | 2003                 | in Zucht                | sexuell                                                  |           |
| Pseudophasma castaneum | 269     | nicht bekannt        | in Zucht                | sexuell                                                  |           |
| Samtschrecke (Peruphasma schultei)                                                                                              | 270     | 2005                 | in Zucht                | sexuell                                                  |           |
| identisch mit PSG 37 Lopaphus perakensis (aber Thailand als Fundort)                                                            | 271     | 2005                 | in Zucht                | sexuell                                                  |           |
| Spinohirasea bengalensis | 272     | 2003                 | in Zucht                | sexuell                                                  |           |
| Ramulus irregulariterdentatus                                                                                                   | 273     | 2005 o. 2006         | in Zucht                | parthenogenetisch                                        |           |
| Dyme mamillata | 274     | 2004                 | in Zucht                | sexuell                                                  |           |
| Lobolibethra panguana | 275     | 2004                 | in Zucht                | sexuell                                                  |           |
| Sipyloidea meneptolemus | 276     | 2006                 | in Zucht                | sexuell                                                  |           |
| Phryganistria heusii | 277     | 1996                 | unsicher                | sexuell                                                  |           |
| Phyllium philippinicum | 278     | 2000                 | in Zucht                | sexuell                                                  |           |
| unbestimmte Art 'Bauduin’s Thai 2'                                                                                              | 279     | 2005                 | in Zucht                | sexuell                                                  |           |
| Bacteria ploiaria | 280     | 2002                 | in Zucht                | sexuell                                                  |           |
| Pterinoxylus crassus | 281     | 1998                 | in Zucht                | sexuell                                                  |           |
| Lonchodes philippinicus | 282     | 1998                 | in Zucht                | sexuell                                                  |           |
| Diapherodes venustula | 283     | 2005                 | in Zucht                | sexuell                                                  |           |
| Pharnacia ponderosa | 284     | Anfang der 1990er    | in Zucht                | sexuell                                                  |           |
| Hemiplasta falcata | 285     | 2006                 | in Zucht                | sexuell                                                  |           |
| Monandroptera acanthomera | 286     | 2000                 | in Zucht                | sexuell                                                  |           |
| Eucarcharus feruloides | 287     | nicht bekannt        | in Zucht                | sexuell                                                  |           |
| Phasmotaenia australe | 288     | 2006                 | in Zucht                | sexuell                                                  |           |
| Ocnophiloidea dillerorum | 289     | 2004                 | in Zucht                | parthenogenetisch                                        |           |
| Anarchodes annulipes | 290     | 2006                 | in Zucht                | sexuell                                                  |           |
| Lobolibethra sp. | 291     | 2006                 | in Zucht                | sexuell                                                  |           |
| Anchiale stolli | 292     | 2006                 | in Zucht                | sexuell                                                  |           |
| Pseudophasma phtisicum | 293     | 2001                 | in Zucht                | sexuell                                                  |           |
| Carausius detractus | 294     | 2005                 | in Zucht                | sexuell                                                  |           |
| Acanthomenexenus polyacanthus                                                                                                   | 295     | 2007                 | in Zucht                | sexuell                                                  |           |
| Mnesilochus sp. 'Sangihe' in der PSG-Liste als Mnesilochus sp. bezeichnet                                                       | 296     | 2007                 | in Zucht                | sexuell                                                  |           |
| Hypocyrtus scythrus | 297     | 2006                 | in Zucht                | sexuell                                                  |           |
| Megacrania phelaus | 298     | 2006                 | in Zucht                | sexuell                                                  |           |
| Netzflügel-Stabschrecke (Pseudophasma subapterum)                                                                               | 299     | 2006                 | in Zucht                | sexuell                                                  |           |
| Phasmotaenia spinosa | 300     | 2006                 | in Zucht                | sexuell                                                  |           |
| Brasidas lacerta | 301     | 2008                 | in Zucht                | sexuell                                                  |           |
| Matutumetes amoenus | 302     | 2008                 | in Zucht                | sexuell                                                  |           |
| Orxines xiphias | 303     | 2007                 | in Zucht                | sexuell                                                  |           |
| Malacomorpha guamuhayaense | 304     | 2006                 | in Zucht                | sexuell                                                  |           |
| Mithrenes sp. 'Pagsanjan Falls' in der PSG-Liste als Mithrenes sp. bezeichnet                                                   | 305     | 2008                 | in Zucht                | sexuell                                                  |           |
| Megacrania batesii | 306     | 2007                 | unsicher                | sexuell                                                  |           |
| Hypocyrtus ornatissimus | 307     | 2006                 | in Zucht                | sexuell                                                  |           |
| Australische Kronenstabschrecke (Onchestus rentzi)                                                                              | 308     | 2001                 | in Zucht                | sexuell                                                  |           |
| Asystata sp. | 309     | 2009                 | in Zucht                | sexuell                                                  |           |
| Körnige Stabschrecke (Periphetes forcipatus)                                                                                    | 310     | 2008                 | in Zucht                | sexuell                                                  |           |
| Eubulides timog | 311     | 2009                 | in Zucht                | sexuell                                                  |           |
| Phenacephorus latifemur | 312     | 2006                 | in Zucht                | sexuell                                                  |           |
| Manduria systropedon | 313     | 2007                 | in Zucht                | sexuell                                                  |           |
| Tisamenus lachesis in der PSG-Liste als Tisamenus serratorius bezeichnet                                                        | 314     | 2009                 | in Zucht                | parthenogenetisch und sexuell                            |           |
| Entoria nuda | 315     | nicht bekannt        | in Zucht                | sexuell                                                  |           |
| Nescicroa sp. | 316     | nicht bekannt        | in Zucht                | sexuell                                                  |           |
| Trachyaretaon bresseeli 'Aurora' Art identisch mit PSG 326 in der PSG-Liste als Trachyaretaon bresseeli bezeichnet              | 317     | 2009                 | in Zucht                | sexuell                                                  |           |
| Micadina phluctainoides | 318     | nicht bekannt        | in Zucht                | parthenogenetisch                                        |           |
| Isagoras sp. | 319     | nicht bekannt        | in Zucht                | sexuell                                                  |           |
| nicht identifizierte Necrosciinae 'Negros' in der PSG-Liste lediglich als Necrosciinae (flat eggs 1 = flache Eier 1) bezeichnet | 320     | nicht bekannt        | in Zucht                | sexuell                                                  |           |
| Cranidium gibbosum | 321     | 1993                 | in Zucht                | sexuell                                                  |           |
| nicht identifizierte Necrosciinae 'Pulog' in der PSG-Liste lediglich als Necrosciinae (flat eggs 2 = flache Eier 2) bezeichnet  | 322     | nicht bekannt        | in Zucht                | sexuell                                                  |           |
| Megacrania tsudai | 323     | vermutlich 2003/2004 | in Zucht (unsicher)     | sexuell                                                  |           |
| Obrimus bicolanus | 324     | 2010                 | in Zucht                | sexuell                                                  |           |
| Hermachus leytensis | 325     | 2007                 | in Zucht                | sexuell                                                  |           |
| Trachyaretaon bresseeli 'Marinafata' Art identisch mit PSG 317 in der PSG-Liste als Trachyaretaon bresseeli bezeichnet          | 326     | 2010                 | in Zucht                | sexuell                                                  |           |
| Achrioptera manga | 327     | 2004–2006            | in Zucht                | sexuell                                                  |           |
| Andropromachus scutatus | 328     | 2011                 | in Zucht                | sexuell                                                  |           |
| Aretaon asperrimus 'Palawan' Art identisch mit PSG 118 in der PSG-Liste als Aretaon asperrimus bezeichnet                       | 329     | 2010                 | in Zucht                | sexuell                                                  |           |
| Bacteria horni | 330     | 2008                 | in Zucht                | sexuell                                                  |           |
| Dares philippinensis | 331     | 2010                 | in Zucht                | sexuell                                                  |           |
| Dares murudensis | 332     | 2006                 | in Zucht                | sexuell                                                  |           |
| Diapherodes martinicensis | 333     | 2011                 | in Zucht                | sexuell                                                  |           |
| Libethra strigiventris | 334     | 2012                 | in Zucht                | parthenogenetisch                                        |           |
| Lonchodiodes sp. 'Negros' in der PSG-Liste als Lonchodiodes sp. bezeichnet                                                      | 335     | 2008                 | in Zucht                | sexuell                                                  |           |
| Lopaphus sp. 'Cuc Phuong' in der PSG-Liste als Lopaphus sp. bezeichnet                                                          | 336     | 2011                 | in Zucht                | sexuell                                                  |           |
| Marmessoidea sp. 'Cuc Phuong' in der PSG-Liste als Marmessoidea sp. bezeichnet                                                  | 337     | 2011                 | in Zucht                | sexuell                                                  |           |
| Mearnsiana bullosa | 338     | 2008                 | in Zucht                | sexuell                                                  |           |
| Medauromorpha foedata | 339     | 2011                 | in Zucht                | sexuell                                                  |           |
| Neohirasea fruhstorferi | 340     | 2011                 | in Zucht                | sexuell                                                  |           |
| Mithrenes whiteheadi | 341     | 2008                 | in Zucht                | sexuell                                                  |           |
| Mnesilochus sp. 'Real (Quezon)' in der PSG-Liste als Mnesilochus sp. bezeichnet                                                 | 342     | nicht bekannt        | in Zucht                | sexuell                                                  |           |
| Myronides sp. 'Peleng' in der PSG-Liste als Myronides sp. bezeichnet                                                            | 343     | 2006                 | in Zucht                | sexuell                                                  |           |
| Neohirasea nana | 344     | 2011                 | in Zucht                | sexuell                                                  |           |
| Orxines sp. 'Minanao' in der PSG-Liste als Orxines sp. bezeichnet                                                               | 345     | nicht bekannt        | in Zucht                | sexuell                                                  |           |
| Paracalynda utilaensis | 346     | 2005                 | in Zucht                | sexuell                                                  |           |
| Phyllium jacobsoni | 347     | 2008                 | in Zucht                | sexuell                                                  |           |
| Phyllium mabantai | 348     | 2007/2008            | in Zucht                | sexuell                                                  |           |
| Ramulus sp. 'Bau Dai' | 349     | 2011                 | in Zucht                | sexuell                                                  |           |
| Scionecra salmanazar | 350     | nicht bekannt        | in Zucht                | sexuell                                                  |           |
| Sinophasma vietnamense | 351     | 2011                 | in Zucht                | sexuell                                                  |           |
| Sipyloidea biplagiata | 352     | 2011                 | in Zucht                | sexuell                                                  |           |
| Xenophasmina simile | 353     | 2009                 | in Zucht                | sexuell                                                  |           |
| Caribbiopheromera trinitatis | 354     | 2010                 | in Zucht                | sexuell                                                  |           |
| Mnesilochus sp. 'Nabunturan' in der PSG-Liste als Mnesilochus sp. bezeichnet                                                    | 355     | 2008                 | in Zucht                | sexuell                                                  |           |
| Oreophoetes topoense | 356     | 2007                 | in Zucht                | sexuell                                                  |           |
| Periphetes graniferum | 357     | 2010                 | in Zucht                | sexuell                                                  |           |
| Phobaeticus magnus | 358     | 2006                 | in Zucht                | sexuell                                                  |           |
| Tisamenus lachesis 'Cunayan' in der PSG-Liste als Tisamenus sp. 'Cunayan' bezeichnet                                            | 359     | 2006                 | in Zucht                | sexuell                                                  |           |
| Achrioptera cliquennoisi | 360     | 2003                 | in Zucht                | sexuell                                                  |           |
| Rhamphosipyloidea sp. Infanta                                                                                                   | 361     | 2009                 | verschollen             | sexuell                                                  |           |
| Brasidas cavernosus 'Rapu-Rapu' Art identisch mit PSG 377 in der PSG-Liste als Brasidas cavernosus geführt                      | 362     | 2011                 | in Zucht                | sexuell                                                  |           |
| Cigarophasma tessellatum | 363     | 2007                 | in Zucht                | sexuell                                                  |           |
| Neohirasea sp. 'Tay Yen Tu' | 364     | 2013                 | in Zucht                | sexuell                                                  |           |
| Ramulus sp. Da Krong' | 365     | 2011                 | in Zucht                | sexuell                                                  |           |
| Dimorphodes sp. 'Misool' | 366     | 2012                 | in Zucht                | sexuell                                                  |           |
| Orestes bachmaensis | 367     | 2011                 | in Zucht                | sexuell                                                  |           |
| Brockphasma spinifemoralis | 368     | 2011                 | in Zucht                | sexuell                                                  |           |
| Eurycnema versirubra identisch mit PSG 28 aber mit Fundort Timor                                                                | 369     | 2012                 | in Zucht                | sexuell                                                  |           |
| Melophasma antillarum | 370     | 2012                 | in Zucht                | sexuell                                                  |           |
| nicht identifizierte Necrosciinae 'Tam Dao'                                                                                     | 371     | 2011                 | in Zucht                | sexuell                                                  |           |
| Phasma gigas | 372     | 2011                 | in Zucht                | sexuell                                                  |           |
| Entoria sp. 'Bach Ma' | 373     | 2011                 | in Zucht                | sexuell                                                  |           |
| Asceles sp. 'Cat Tien' in der PSG-Liste als Marmessoidea sp. "Cat Tien" bezeichnet                                              | 374     | 2012                 | in Zucht                | sexuell                                                  |           |
| Neohirasea asper | 375     | 2011                 | in Zucht                | sexuell                                                  |           |
| Brizoides amabilis | 376     | 2008                 | in Zucht                | sexuell                                                  |           |
| Brasidas cavernosus 'Mount Pulog' Art identisch mit PSG 362 in der PSG-Liste als Brasidas cavernosus geführt                    | 377     | 2010                 | in Zucht                | sexuell                                                  |           |
| Lamponius dominicae | 378     | 2000                 | in Zucht                | sexuell                                                  |           |
| Lobofemora scheirei | 379     | 2012                 | in Zucht                | sexuell                                                  |           |
| Phaenopharos sp. 'Nui Chua' | 380     | 2014                 | in Zucht                | sexuell                                                  |           |
| identisch mit PSG 197 zunächst als Tirachoidea sp. 'Phuket'                                                                     | 381     | 2014                 | in Zucht                | sexuell                                                  |           |
| Mnesilochus portentosus | 382     | 2014                 | in Zucht                | sexuell                                                  |           |
| nicht identifizierte Hesperophasmatini 'Samana'                                                                                 | 383     | 2011                 | in Zucht                | sexuell                                                  |           |
| Lamachodes sp. 'Nui Chua' | 384     | 2014                 | in Zucht                | sexuell                                                  |           |
| Manduria halconensi | 385     | 2014                 | in Zucht                | sexuell                                                  |           |
| Manduria sp. 'Cat Tien' | 386     |                      | in Zucht                | sexuell                                                  |           |
| Medauroidea sp. 'Phuoc Binh' | 387     | 2014                 | in Zucht                | sexuell                                                  |           |
| Mnesilochus sp. 'Mt Halcon' | 388     | 2010                 | in Zucht                | sexuell                                                  |           |
| Neohirasea sp. 'Cat Ba' | 389     | 2013                 | in Zucht                | sexuell                                                  |           |
| Pseudophasma fulvum | 390     |                      | in Zucht                | sexuell                                                  |           |
| Tisamenus deplanatus 'Ilocos' in der PSG-Liste als Tisamenus sp. 'Ilocos' geführt                                               | 391     | 2014                 | in Zucht                | sexuell                                                  |           |
| Lonchodiodes sp. 'Ilocos' | 392     | 2014                 | in Zucht                | sexuell                                                  |           |
| Medauromorpha regina | 393     | 2013                 | in Zucht                | sexuell                                                  |           |
| Pseudophasma lakini | 394     |                      | in Zucht                | sexuell                                                  |           |
| Nuichua rabaeyae | 395     | 2014                 | in Zucht                | sexuell                                                  |           |
| Lopaphus balteatus | 396     | 2012                 | in Zucht                | sexuell                                                  |           |
| Orestes draegeri | 397     | 2012                 | in Zucht                | sexuell                                                  |           |
| Neohirasea sp. | 398     |                      | in Zucht                | sexuell                                                  |           |
| Tisamenus cervicornis 'Pocdol' in der PSG-Liste als Tisamenus deplanatus bezeichnet                                             | 399     | 2011                 | in Zucht                | sexuell                                                  |           |
| Hesperophasma sp. 'La Ciénaga'                                                                                                  | 400     | 2015                 | in Zucht                | sexuell                                                  |           |
| Clonistria bicoloripes | 401     |                      | in Zucht                | sexuell                                                  |           |
| Medauroidea romantica | 402     | 2017                 | in Zucht                | sexuell                                                  |           |
| Neooxyartes zomproi | 403     |                      | in Zucht                | sexuell                                                  |           |
| Haaniella gorochovi | 404     | 2014                 | in Zucht                | sexuell                                                  |           |
| Orestes krijnsi | 405     | 2014                 | in Zucht                | sexuell                                                  |           |
| Pseudophasma scabriusculum | 406     |                      | in Zucht                | sexuell                                                  |           |
| Orthomeria kangi | 407     |                      | in Zucht                | sexuell                                                  |           |
| Orthomeria pandora | 408     |                      | in Zucht                | sexuell                                                  |           |
| Eurycantha horrida | 409     | 2020                 | in Zucht                | sexuell                                                  |           |
| Lonchodes sp. Kawang Forest Reserve                                                                                             | 410     |                      | in Zucht                | sexuell                                                  |           |
| Haaniella rosenbergii | 411     |                      | in Zucht                | sexuell                                                  |           |